# Rambah (Rambah Hilir)
Rambah is een bestuurslaag in het regentschap Rokan Hulu van de provincie Riau, Indonesië. Rambah telt 6969 inwoners (volkstelling 2010).